# William Bell Scott

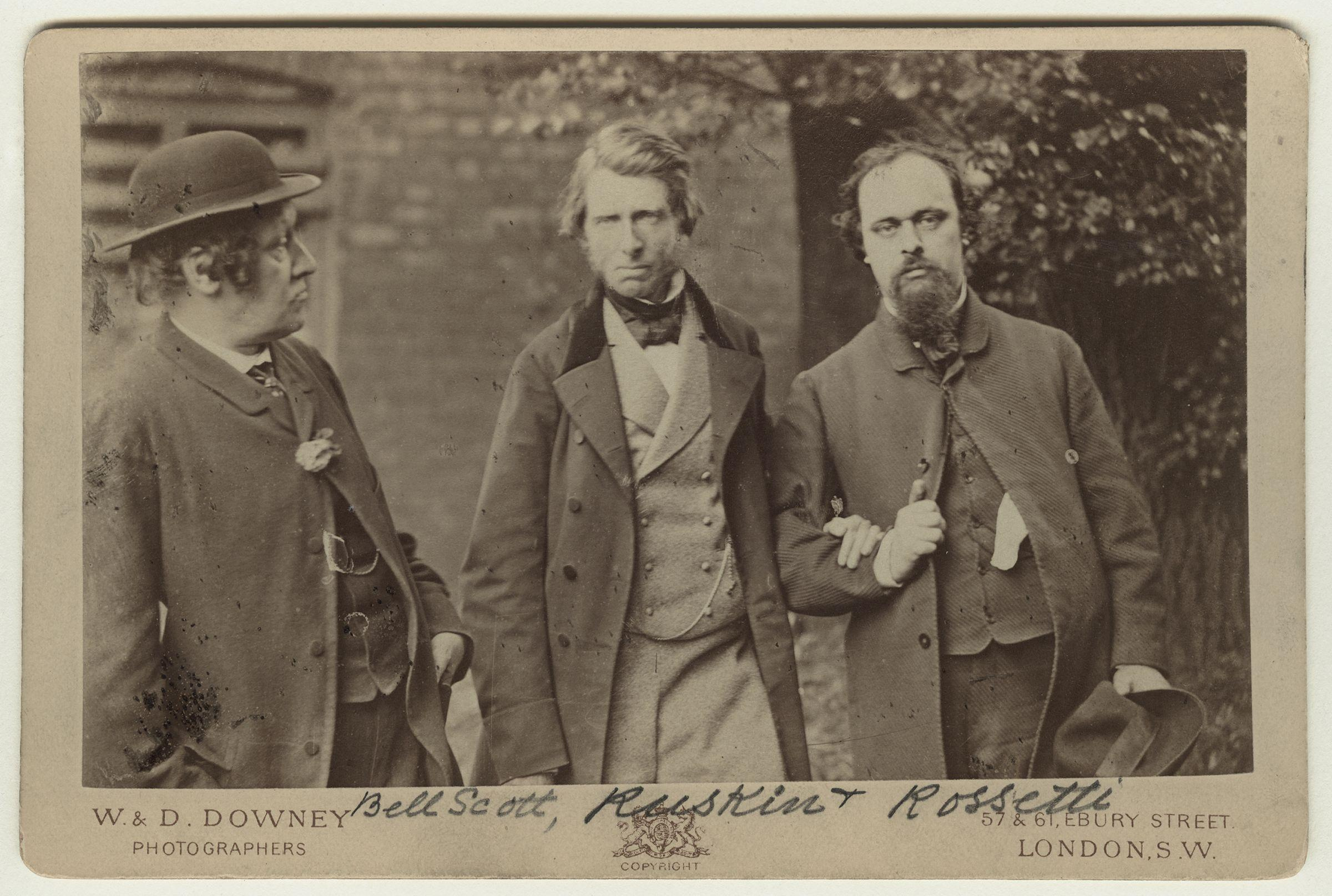
Von links: W.B. Scott mit John Ruskin und Dante Gabriel Rossetti (1863)

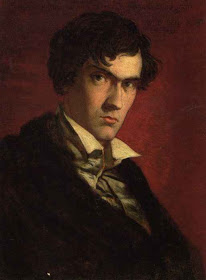
W.B. Scott – Porträt von Arthur Hughes

William Bell Scott (* 12. September 1811 in Edinburgh, Schottland; † 22. November 1890 in Penkill Castle eine halbe Meile südlich Old Dailly, im Nordosten von Girvan, Ayrshire, Schottland) war ein schottischer Maler, Stecher und Dichter.

## Leben
William Bell Scott war der Sohn des Architektur- und Landschaftsstechers Robert Scott (* 13. November 1771 in Lanark; † Januar 1841 in Edinburgh) und ein Bruder des Malers David Scott (* 10. (12.?) Oktober 1806 in Edinburgh; † 15. März 1849 ebenda). Vater und Bruder erteilten William Bell seinen ersten Unterricht, an den sich ein Besuch an der Trustees’ Academy in Edinburgh anschloss. Von 1837 bis 1843 hielt er sich in London auf, wohin er nach 15-jähriger Beschäftigung als Lehrer an der Zeichenschule in Newcastle-on-Tyne im Jahr 1858 auch zurückkehrte. Scott stand den Präraffaeliten um Dante Gabriel Rossetti nahe, mit dem er auch befreundet war. Seit den späten 1850er Jahren pflegte er eine enge Freundschaft zu Alice Boyd, der Eigentümerin von Schloss Penkill Castle, woraus sich eine Reihe von Aufträgen ergab. Dort starb Scott auch 1890.
Im Jahr 1936 befanden sich Werke von William Bell Scott in der Scottish National Gallery in Edinburgh, in der Tate Gallery in London und in der „Art Gallery“ in Sunderland.

## Werk
Wandmalereien
- Wallington Hall – Szenen aus der Geschichte von Northumberland[1]
- Penkill Castle – Folge: „The King’s Quair“[1]

Schriften (Auswahl)
- Gedichtbände.
- Memoir of Davis Scott, R.S.A. Containing his Journal in Italy, Notes on Art and other Papers. With Seven Illustrations. A. & C. Black, Edinburgh 1850, (Digitalisat).
- Albert Durer: His Life and Works. Including Autobiographical Papers and complete Catalogues. With Six Etchings by the Author and other Illustrations. Longmans, Green, and Co., London 1869, (Digitalisat).
- Half-Hour Lectures on the History and Practice of the Fine and Ornamental Arts. With Fifty Illustrations by the Author, engaved by W. J. Linton. Longman, Green, Longman and Roberts, London 1861, (Digitalisat).
- Autobiographical Notes of the Life of William Bell Scott H.R.S.A., LL.D. And Notices of his Artistic and Poetic Circle of Friends. 1830 to 1882. Illustrated by Etchings of Himself and Repoductions of Sketches by Himself and Friends. 2 Bände. Edited by William Minto. James R. Osgood, McIlvaine and Co, London 1892, (Digitalisate: Band 1, Band 2).

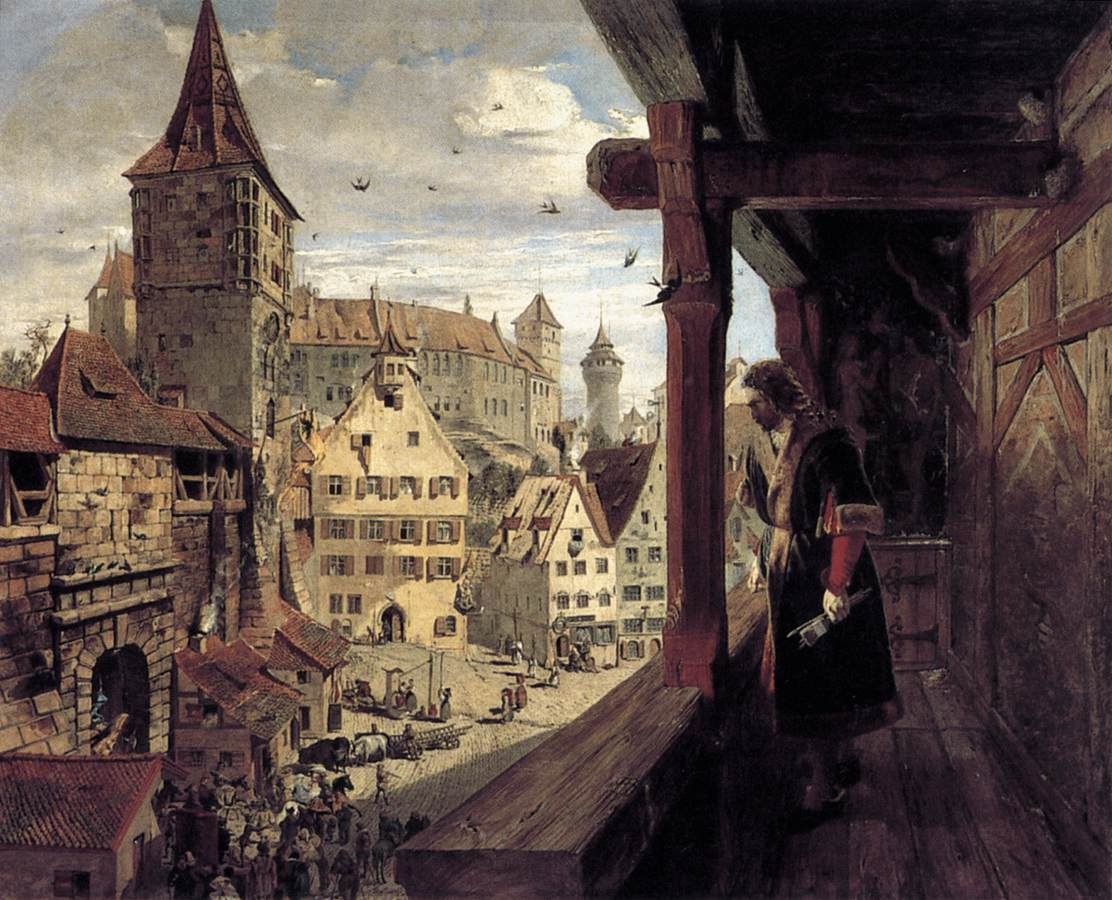
Albrecht Dürer on the Balcony of his House (1854)
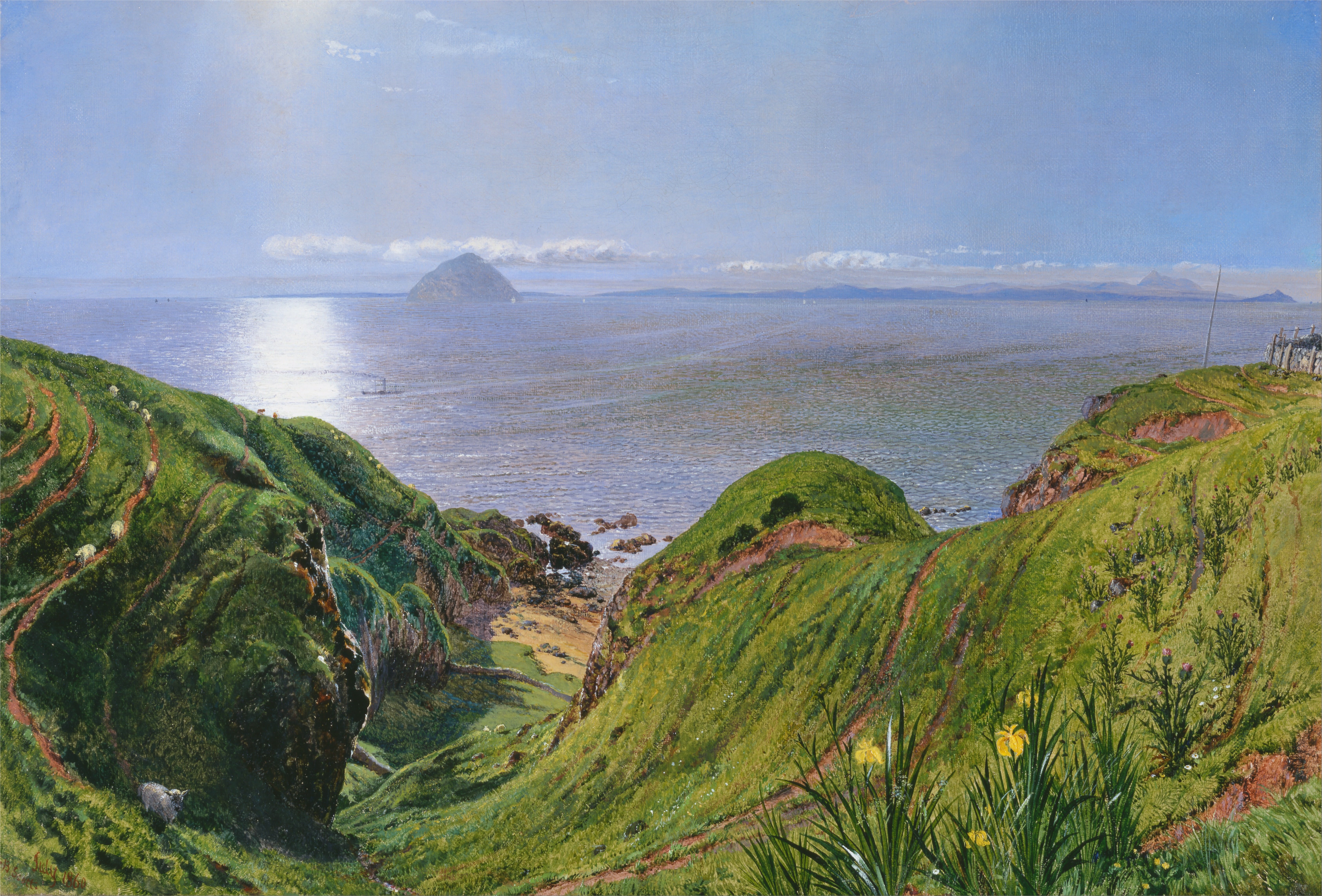
Ailsa Craig (1860)
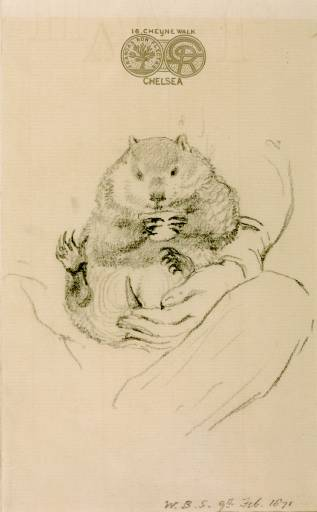
Rossetti’s Wombat Seated (1871)
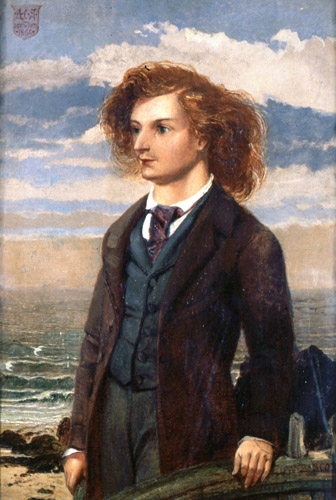
Algernon Charles Swinburne
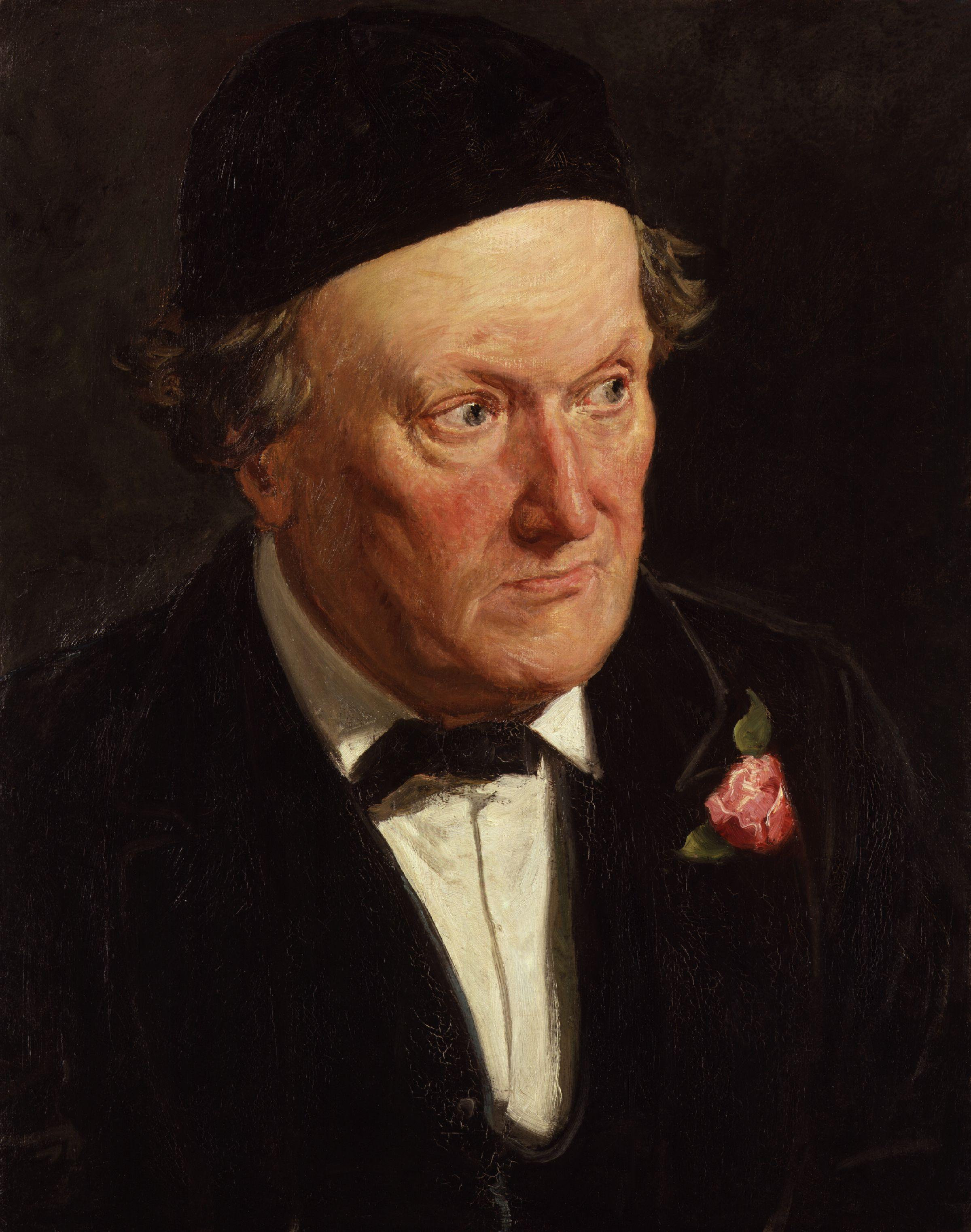
W.B. Scott – Porträt von Frederick Bacon Barwell
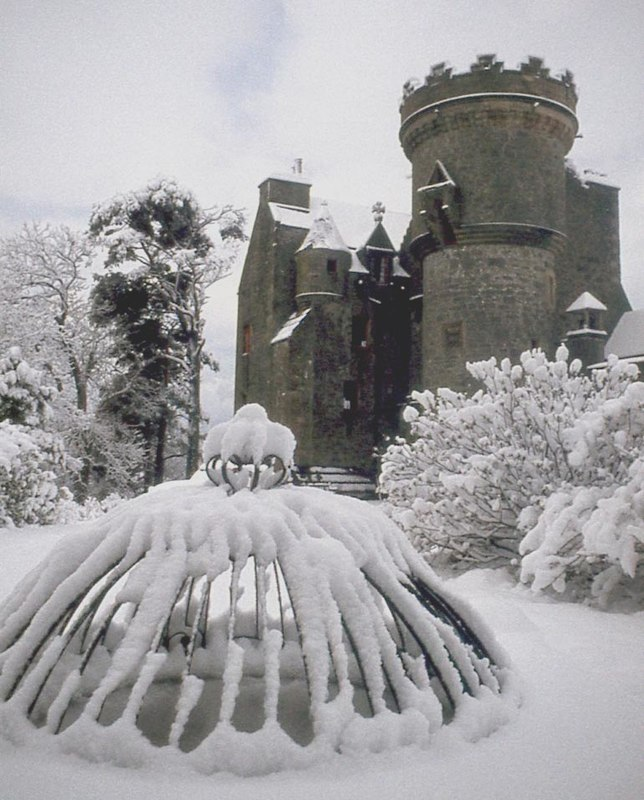
Penkill Castle, Old Dailly, Ayrshire